# 國立彰化師範大學社會科學暨體育學院
國立彰化師範大學社會科學暨體育學院（英語：College of Social Science and Physical Education National Changhua University of Education），簡稱彰師大社會體育學院或彰師大社體學院，為培育運動及公共政策人才為宗旨，成立於2004年，是位於國立彰化師範大學進德校區的學院之一。

## 沿革[1]
- 2001年，成立體育學系。
- 2004年，成立歷史學研究所、政治學研究所。
- 2004年，體育學系增設應用運動科學研究所。
- 2004年，社會科學暨體育學院正式改制設立。
- 2005年，成立運動健康研究所。
- 2008年，成立公共事務與公民教育學系。
- 2011年，政治學研究所和公共事務與公民教育學系整併。
- 2012年，體育學系改名為運動學系。
- 2013年，應用運動科學研究所與運動學系整併。

## 院系設置
- 運動學系
- 運動學系應用運動科學碩士班
- 運動健康研究所
- 公共事務與公民教育學系（含碩士班）